# Зоря (Архангельський район)
Зоря́ (рос. Заря, башк. Заря) — присілок у складі Архангельського району Башкортостану, Росія. Входить до складу Арх-Латиської сільської ради.
Населення — 294 особи (2010; 364 в 2002).
Національний склад:
- башкири — 76 %